# Przystań AZS we Wrocławiu
Przystań AZS – przystań położona we Wrocławiu przy ulicy Wybrzeże Stanisława Wyspiańskiego 40, należąca do Jacht Klubu Akademickiego Związku Sportowego. Port leży w obrębie Szczytnickiego Węgła Wodnego, w początkowym biegu odcinka rzeki Odra, tzw. Górnej Odry Wrocławskiej, w miejscu bifurkacji sztucznego kanału wodnego – Przekopu Szczytnickiego – u wejścia do awanportu górnego Śluzy Szczytniki. Przebiegająca tędy śródlądowa droga wodna jest szlakiem bocznym Odrzańskiej Drogi Wodnej.

Po zniszczeniach wojennych odbudowę przystani przejętej przez Jacht Klub AZS zakończono w 1951 roku. Jacht Klub AZS Wrocław jest: 

organizacją sportu i rekreacji działającą w środowisku akademickim i reprezentującą swoich członków w sprawach związanych z uprawianiem, upowszechnianiem i rozwojem wszelkich form żeglarstwa.

Dotychczasowa siedziba Jachtklubu wraz z przystanią została przejęta przez Politechnikę Wrocławską. Z przystani korzysta także sekcja wioślarska KS AZS Politechnika Wrocławska.